# Västra Karabystenen
Västra Karabystenen (även kallad Ålstorpstenen) är en runsten från Västra Karaby socken, Harjagers härad, Kävlinge kommun, Skåne

## Inskriften
En translitterering av inskriften lyder:
A hals : auk : frebiurn : risþu : st¶ina
B þesi : eftiR : ¶ hufa : felaga : ¶ sin :
Transkribering till normaliserad rundanska:
A Hals ok Freybjôrn reistu steina
B þessa eptir Hofa, félaga sinn.
Översättning till modern svenska:
Hals och Frebjörn reste dessa stenar efter sin kamrat Hove.